# Isidoros
Isidoros (también llamada popularmente Los Isidoros) es una localidad y pedanía española perteneciente al municipio de Castril, en la provincia de Granada, comunidad autónoma de Andalucía. Está situada en la parte suroccidental de la comarca de Huéscar. Cerca de esta localidad se encuentran los núcleos de Fuente Vera, Almontaras, Cortijillos y Los Laneros.